# Lanzerath
Lanzerath est un village de la commune belge de Bullange située en Communauté germanophone de Belgique dans la province de Liège en Région wallonne.
Avant la fusion des communes de 1977, Lanzerath faisait partie de la commune de Manderfeld.

## Situation
Lanzerath, petit village du haut plateau ardennais, se trouve presque entièrement entouré de forêts d'épicéas. Il est traversé par la route nationale 626 menant de Losheimergraben (à la frontière allemande) situé à 3 km au nord à Manderfeld se trouvant à 3,5 km au sud. Bullange est situé à 10 km au nord-ouest.
L'altitude du village varie entre 600 et 650 m (625 m à l'église).

## Patrimoine
La petite église Saint-Joseph a été construite en 1950 en moellons de grès à la place d'une ancienne église qui datait de 1670. Elle compte une seule nef et un chevet polygonal percé d'œils-de-bœuf. Les baies sont pourvues de vitraux.